# Malaltia per esgarrapada de gat
La malaltia per esgarrapada de gat (MEG) o limforeticulosi benigna (per inoculació) és una malaltia infecciosa, habitualment lleu i de curació espontània, causada pel bacteri Bartonella henselae. Aquest bacteri patogen es transmet principalment per l'esgarrapada o, amb menor freqüència, la mossegada, d'un gat infectat, tot i que s'han descrit alguns casos en què no hi ha hagut contacte amb aquests animals. En els gats, la infecció provoca una bacterièmia quasi sempre asimptomàtica, de llarga durada i intermitent, i es transmet per picada de puça. Hi ha una major prevalença en zones càlides i humides, relacionada amb la major prevalença d'infestació per puces. La transmissió entre persones no ha estat documentada.

## Etiologia
Bartonella henselae és un bacteri gramnegatiu i aerobi del qual els gats en són el reservori natural i vectors, tot i haver-se aïllat també en gossos i altres animals. El gènere Bartonella té diverses espècies de les quals només deu causen malalties als humans, com ara la malaltia de Carrión, en la qual el reservori són les persones, o l'angiomatosi bacil·lar que afecta sobretot pacients immunodeprimits, però la més freqüent és la malaltia per esgarrapada de gat. És un gènere de creixement lent i difícil d'aïllar, que infecta eritròcits i cèl·lules endotelials.

## Epidemiologia
La distribució de la malaltia és mundial i no s'observen brots epidèmics, però sí gran varietat en els nivells de seroprevalença segons la localització: és més alta en zones càlides i humides i en entorns amb elevada infestació per puces. Als països nòrdics pràcticament no es detecten espècies de Bartonella. Hi ha una major freqüència de malaltia en la mainada i adolescents, possiblement relacionada amb el fet que hi ha major nombre de conductes de joc amb gats (pel mateix motiu hi ha major prevalença en gats petits que en adults) i perquè, un cop superada la infecció aguda, es desenvolupa immunitat a llarg termini. Sovint, doncs, si es desenvolupa simptomatologia, és en el primer contacte o episodi d'esgarrapada o mossegada d'un gat. La majoria d'animals domèstics i alguns de salvatges són reservoris de diverses espècies de Bartonella. Els vectors de transmissió més freqüents són artròpodes. La malaltia és pròpia de col·lectius que estan en contacte permanent amb animals (veterinaris, grangers, etc.).

## Patogènesi
Bartonella henselae indueix l'expressió d'antígens específics de la superfície dels macròfags, s'enganxa als limfòcits i redueix la funció oxidant dels leucòcits polimorfonuclears. Les lesions que provoca varien en funció de l'estat immunitari de l'hoste, des dels granulomes causats per hiperplàsia de nòduls limfàtics en hostes immunocompetents fins a la formació de tumors de proliferació vascular en immunodeprimits.

## Simptomatologia
La infecció causa inflamació en el lloc d'inoculació, des d'una pàpula a una pústula. En alguns casos, al cap d'una a dues setmanes s'observa adenopatia regional en els ganglis de drenatge de la zona (normalment, axil·lars, cervicals o inguinals) que amb poca freqüència donen dolor. Entre un 10 i un 15 per cent d'hostes presenten abscessos ganglionars i, un percentatge més baix, manifestacions atípiques. En alguns casos s'ha descrit concomitància amb la malaltia de Parinaud, conjuntivitis, neuritis òptica i, fins i tot, en la mainada, encefalopatia que remet fins a la curació total.

## Diagnòstic
El diagnòstic és clínic. Es pot complementar amb serologia (hi ha falsos negatius però és més ràpida que el cultiu i menys complexa que la PCR), PCR (reacció en cadena de la polimerasa) i cultiu (creixement lent).

## Tractament
La majoria de persones infectades no requereixen tractament. La malaltia cura espontàniament en setmanes o mesos. Si es valora la necessitat d'administrar antibiòtics, està indicada l'azitromicina com a fàrmac d'elecció. També es pot pautar claritromicina o rifampicina.

## Pronòstic
El pronòstic és excel·lent en el cas de pacients immunocompents. En un 5 a 10 per cent dels casos la simptomatologia és més greu, però inclús en aquests casos la remissió és habitual. La resolució espontània es dona, en general, al cap de dos a quatre mesos, però podria arribar a trigar un o dos anys.

## Prevenció i profilaxi
La prevenció és complicada pel fet que hi ha molts gats seropositius. En qualsevol cas, és recomanable lluitar contra les infestacions per puces i ensenyar la mainada a agafar correctament els gats. En cas d'esgarrapada o mossegada cal rentar la zona amb aigua i sabó.